# Poffert

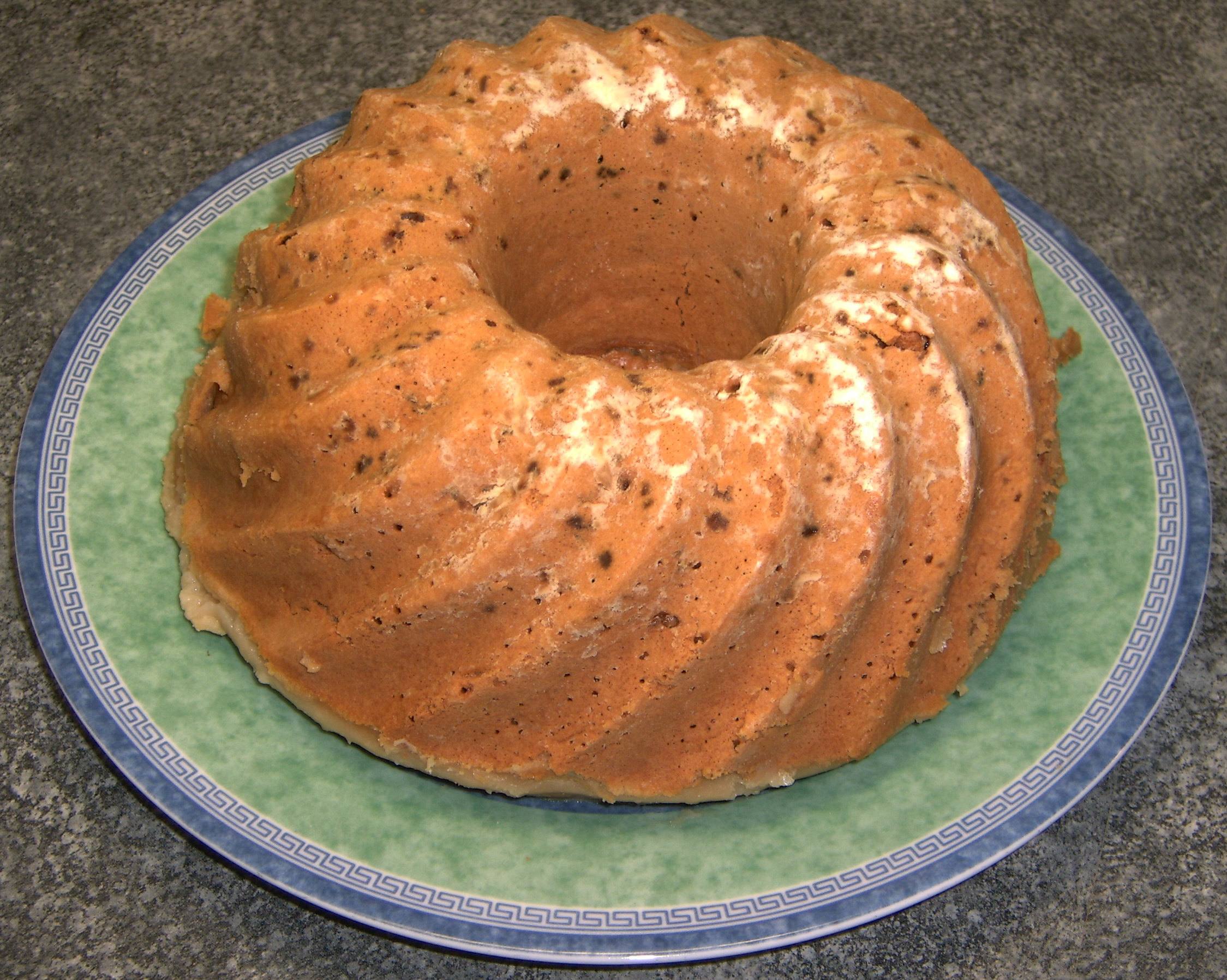
Poffert

Der Poffert oder Groninger Poffert (Groningse poffert) ist ein regionaltypischer kleiner Kuchen aus der Region Groningen in den Niederlanden. Es handelt sich dabei typischerweise um einen Rührkuchen mit Rosinen, der traditionell mit Butter und Zuckerrübensirup (stroop) gegessen wird.
Ähnliche Kuchen sind auch in anderen Teilen der Niederlande verbreitet und werden unter anderem als ketelkoek („Kesselkuchen“), Jan in de zak („Jan in der Tasche“) oder broeder („Bruder“) bezeichnet.

## Zubereitung

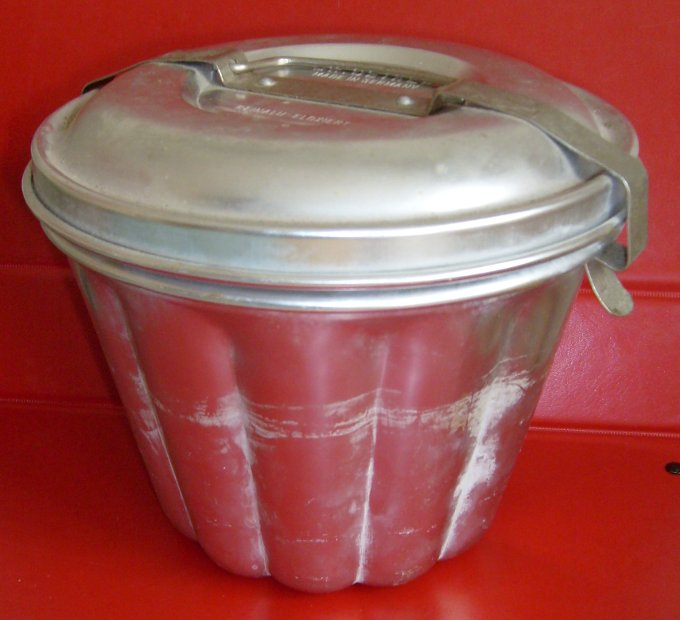
Klassische Poffertform

Der Poffert wird wie andere Rührteigkuchen aus einem Teig hergestellt, der aus Weizenmehl, Eiern, Milch mit einem Backtriebmittel (Backpulver) und einer Prise Salz und Vanillezucker hergestellt wird. Anders als der typische Napfkuchen oder Guglhupf, der in Teilen von Deutschland gebacken wird, wird er ohne Butter und Hefe hergestellt. In den Teig werden zudem Rosinen oder Korinthen, seltener auch Preiselbeeren und andere Früchte, gegeben und eingemischt. Der Teig wird in eine verschließbare Kuchenform (poffert pan) gegeben, die einer Napfkuchenform entspricht, und im Backofen gebacken.
Serviert wird der Kuchen in Scheiben zusammen mit Butter, Zuckerrübensirup und zerstoßenem Kandiszucker, mit denen der Kuchen bestrichen und beträufelt werden kann. Alternativ können auch eine Sauce aus Zuckerrübensirup mit Butter, Milch und Mehl oder geschmolzene Butter zum Eintunken gereicht werden.

## Hintergrund
Der Poffert stammt traditionell aus der Region Groningen in den Niederlanden, wo er als Kaffeegebäck oder als Nachtisch gereicht wird. Der typische Poffert ist relativ klein und für vier Personen vorgesehen. Der Kuchen ist unter seinem heute noch bekannten Namen bereits im 17. Jahrhundert belegt und der Autor Jacques Alexandre de Chalmot beschrieb den Poffert oder Boffert bereits in seinem 1772 in der ersten Auflage unter dem Pseudonym „Catharina Zierikhoven“ veröffentlichten Kochbuch Volkomen Nederlandsch kookkundig woordenboek voorgesteld in de Vriesche keukenmeid en verstandige huishoudster. (deutsch: „Vollständiges niederländisches Kochwörterbuch, präsentiert von der friesischen Küchenmagd und vernünftigen Haushälterin.“) Er unterschied dabei den Gemeene Poffert mit Buchweizenmehl, den Weiten-Poffert mit Weizenmehl und den Poffert zeer geschickt om op reis mede te neemen („sehr gut geeignet, um sie auf Reisen mitzunehmen“).
Poffertjes („kleine Pofferts“) oder Bollebuisjes stellen historisch eine Miniaturausgabe des Poffert dar, heute werden unter diesem Namen allerdings meist die gleichnamigen Küchlein aus einem einfachen Pfannkuchenteig verstanden.